# Manuel Pellegrini
Artikeln följer den spanska namnseden; faderns efternamn är Pellegrini och moderns efternamn Ripamonti.
Manuel Luis Pellegrini Ripamonti, född den 16 september 1953 i Santiago, är en chilensk professionell fotbollstränare som är huvudtränare för Real Betis. Pellegrini var tidigare professionell fotbollsspelare och spelade mittback för Universidad de Chile under hela sin karriär.
1979 tog han examen som civilingenjör, därav hans smeknamn El Ingeniero.

## Biografi
Som fotbollsspelare spelade Pellegrini hela sin karriär för Universidad de Chile mellan 1973 och 1986, totalt över 400 matcher i den högsta chilenska divisionen Primera División de Chile.
Som tränare debuterade han med Universidad de Chile 1988 men lämnade klubben i mitten av säsongen för att specialisera sig på tränarkurser utomlands.
Det året gick klubben ned i division två för första och enda gången i sin historia.
På internationell nivå har Pellegrini nått stora framgångar främst i Argentina och Spanien, vilket gör att han anses vara den bäste chilenske tränaren för närvarande. I Ecuador vann han med LDU Quito den inhemska ligan 1999 och ledde klubben till åttondelsfinal i Copa Libertadores. I Argentina blev han mästare med San Lorenzo och River Plate, vilket ledde till att han rekryterades av spanska Villarreal. I Villarreal ledde han klubben till kvartsfinal i UEFA-cupen 2005 och semifinal i Uefa Champions League 2005/2006, klubbens största framgång internationellt. Säsongen 2007/2008 nådde klubben sin bästa placering någonsin i La Liga, en andra plats efter Real Madrid. Man kvalificerade sig därmed automatiskt till Uefa Champions League 2008/2009, där man gick till kvartsfinal.
Den 1 juni 2009 utsågs Pellegrini till tränare för Real Madrid som förste chilenare i den positionen. Där fick han bara stanna en säsong då "marängerna" ville ha José Mourinho som tränare. I maj 2010 fick Pellegrini sparken från posten som tränare för den spanska storklubben efter en titellös säsong. Den 4 november samma år fick han ta över den spanska klubben Málaga, där han stannade till 2013.
Den 14 juni 2013 utsågs Pellegrini till tränare för den engelska storklubben Manchester City.
Den 1 februari 2016 gick Manchester City officiellt ut med att Pep Guardiola skulle ta över klubben till säsongen 2016/2017 efter att Manuel Pellegrinis kontrakt löpt ut.
Efter förlusten mot Leicester den 28 december 2019 fick Pellegrini sparken från West Ham.
Den 9 juli 2020 presenterades Pellegrini som ny huvudtränare i spanska Real Betis.

## Titlar

### Spelartitlar
- Vinnare av Copa Chile med Universidad de Chile (1980)

### Tränartitlar
- Vinnare av Copa Interamericana med Universidad Católica (1994)
- Vinnare av Copa Chile med Universidad Católica (1995)
- Ecuadoriansk mästare med LDU Quito (1998/1999)
- Argentinsk mästare med San Lorenzo (2000/2001)
- Vinnare av Copa Mercosur med San Lorenzo (2001)
- Argentinsk mästare med River Plate (2002/2003)
- Vinnare av Intertotocupen med Villarreal (2004)
- Premier League 2013/2014 med Manchester City
- Engelska ligacupen 2013/2014 med Manchester City
- Copa del Rey 2021/2022 med Real Betis